# Epiblema angulatana
Epiblema angulatana es una especie de polilla del género Epiblema, familia Tortricidae.
Fue descrita científicamente por Kennel en 1901.

## Distribución
Se encuentra en Rusia.